# 湖滨社区行政事务管理中心
湖滨社区行政事务管理中心，是中华人民共和国安徽省蚌埠市蚌山区下辖的一个乡镇级行政单位。

## 行政区划
湖滨社区行政事务管理中心下辖以下地区：
南湖社区、菱湖社区、龙湖春天社区、香都社区、纪郭村、邱桥村、雪华村、山南村、孙郢村、军里村、双庙村和绿地花都社区。